# Shutdown (singolo)
Shutdown (シャットダウン?, Shattodaun) è il tredicesimo singolo della rock band visual kei giapponese Vidoll. È stato pubblicato il 28 settembre 2005 dalla label indie UNDER CODE PRODUCTION.

## Tracce
Tutti i brani sono testo e musica dei Vidoll.

Dopo il titolo è indicata fra parentesi "()" la grafia originale del titolo.
1. Shutdown (シャットダウン?, Shattodaun) - 5:18
2. starrin'[1] (starrin'?) - 4:42

## Altre presenze
- Shutdown:
  - 01/01/2006 - Deathmate

## Formazione
- Jui - voce
- Shun - chitarra
- Giru - chitarra
- Rame - basso
- Tero - batteria, pianoforte